# عبد الله فاضل فارع
عبد الله فاضل فارع مترجم وشاعر وباحث يمني ولد في الشيخ عثمان في عدن عام 1926 م ،درس الآداب في الجامعة الأمريكية بالقاهرة عام 1952 ، واصل دراسته العليا بجامعة لندن وحصل على دبلوم التربية العالي عام 1964 . وفي جامعة فيكتوريا في نيوزيلندا, وجامعة كولومبيا في نيويورك درس إدارة التعليم العالي وتخطيطه بزمالة من اليونسكو 1971 .
عمل موظفا في وزارة التربية , ثم عميداً لكلية التربية العليا, ثم مديراً عاماً للتعليم العالي, ومديراً ثانياً للثقافة في المنظمة العربية للتربية والثقافة والعلوم, ثم مندوباً لليمن لدى المنظمة ثم نائباً لوزير التربية والتعليم بعدن.

## أعماله الأدبية
أسهم عبد الله فاضل فارع في تأسيس اتحاد الأدباء والكتاب اليمنيين في السبعينيات من القرن العشرين ،كما قام بترجمة الكثير من الأعمال الأدبية ومن أبرز ما قام به في هذا المجال ترجمة مسرحيتين من الأدب الاسترالي أولاهما شعرية وهي: نيدكيلّي, أو عسكر ولصوص 1970 , والثانية بعنوان: ما آن الأوان 1985 .
تقديرا لجهوده في الترجمة قامت جامعة عـدن بإطلاق اسم عبد الله فاضل فارع على مركز الدراسات الإنجليزية والترجمة في الجامعة .

## الجوائز
- جائزة كولن كنج للبحث التربوي ـ جامعة لندن 1964.
- الجائزة التقديرية في الثقافة من وزارة الثقافة بعدن للإسهام في إبداع وإثراء الأغنية اليمنية.
- وسام رئيس الجمهورية التونسية للعام 1973 عن اسهاماتة الادبية على مستوى الوطن العربي